# تيرينس أوسوليفان
تيرينس أوسوليفان (بالإنجليزية: Terence O'Sullivan)‏ هو سياسي أيرلندي، ولد في 1924، وتوفي في 14 مارس 1997. حزبياً، نشط في فيانا فايل. وقد انتخب عضو مجلس الشيوخ من أيرلندا عن دائرة الأعضاء المعينون في مجلس الشيوخ الأيرلندي ‏ وقد انضم خلال فترته النيابية ‏ (5 نوفمبر 1969 – 30 أبريل 1973) للكتلة البرلمانية فيانا فايل.